# Simon Sze
Simon Min Sze (chinesisch 施敏, Pinyin Shī Mĭn; * 21. März 1936 in Nanking, China; † 6. November 2023) war ein taiwanischer Elektroingenieur und Autor bzw. Co-Autor mehrerer bekannter Standardwerke im Bereich der Halbleitertechnik, Mikroelektronik und Halbleiterphysik.

## Leben und Werk
Simon M. Sze studierte an der National Taiwan University Elektrotechnik und erhielt 1957 seinen Abschluss als Bachelor of Science (B.Sc.). Für ein anschließendes Masterstudium ging er in die USA, wo er 1960 an der University of Washington seinen Abschluss als Master of Science (M.Sc.) und 1963 einen Doktor (Ph.D.) von der Stanford University erhielt.
Im Anschluss ging Sze an die Bell Telephone Laboratories und blieb dort bis 1989 als wissenschaftlicher Mitarbeiter (englisch member of the technical staff). Bereits während dieser Zeit war Sze als Dozent/Gastdozent an verschiedenen Universitäten tätig, beispielsweise an der National Chiao Tung University (1968–1969) oder an der National Taiwan University (1974–1977). Dies setzte er nach einer Zeit an den Bell Labs mit der Annahme einer Professur (Distinguished Professor) an der National Chiao Tung University (NCTU, 1990–2006) fort.
Bekannt ist Sze für seine Arbeiten im Bereich der Halbleiterphysik und -technik, vor allem Metall-Halbleiter-Kontakte und Metall-Isolator-Halbleiter-Feldeffekttransistoren. Hierzu zählt seine Mitarbeit bei der Entdeckung des Floating-Gate-Transistors durch Dawon Kahng (1967). Darüber hinaus ist er Autor und Herausgeber zahlreicher Bücher zu diesem Thema, darunter oft zitierte Standardwerke wie Physics of Semiconductor Devices (1. Auflage, 1967; 4. Auflage 2021 in Englisch und 1. Auflage in Deutsch), Semiconductor Devices: Physics and Technology oder VLSI Technology. Für diese Leistungen erhielt er unter anderem den J. J. Ebers Award der IEEE (1991).
2021 wurde ihm der mit 1 Mio. USD dotierte Future Science Prize (Kategorie: Mathematics and Computer Science) verliehen.

## Veröffentlichung (Auswahl)

### Fachbücher
- Simon M. Sze, Yiming Li, Kwok K. Ng: Physics of Semiconductor Devices. 4. Auflage. Wiley, Hoboken, NJ 2021, ISBN 978-1-119-42911-1 (englisch). 1. Auflage: 1969
  - Deutsche Ausgabe: Simon M. Sze, Yiming Li, Kwok K. Ng: Physik der Halbleiterbauelemente. Wiley-VCH, Weinheim 2021, ISBN 978-3-527-41389-8.
- Simon M. Sze, M. K. Lee: Semiconductor Devices, Physics and Technology. 3. Auflage. Wiley, Hoboken, NJ 2012, ISBN 978-0-470-53794-7 (englisch).

### Andere Beiträge
- Hiroshi Iwai, Simon Min Sze, Yuan Taur, Hei Wong: MOSFETs. In: Joachim N. Burghartz (Hrsg.): Guide to State-of-the-Art Electron Devices. John Wiley & Sons, Ltd, Chichester, UK 2013, ISBN 978-1-118-51754-3, S. 21–36, doi:10.1002/9781118517543.ch2.
- Chun-Yen Chang, Simon M. Sze: Silicon Device Structures. In: Kenneth A. Jackson, Wolfgang Schröter (Hrsg.): Handbook of Semiconductor Technology. Wiley-VCH Verlag GmbH, Weinheim, Germany 2000, ISBN 978-3-527-62182-8, S. 341–390, doi:10.1002/9783527621828.ch7.

### Ältere Werke
- Simon M. Sze (Hrsg.): Modern Semiconductor Device Physics. Wiley, New York 1998, ISBN 978-0-471-15237-8 (englisch).
- Simon M. Sze: VLSI Technology. 2. Auflage. McGraw-Hill Inc., New York 1988, ISBN 0-07-062735-5 (englisch, archive.org).
- Simon M. Sze: Semiconductor Devices: Pioneering Papers. World Scientific, 1991, ISBN 981-02-0209-1, doi:10.1142/1087 (englisch).
- Simon M. Sze (Hrsg.): Semiconductor Sensors. Wiley, New York 1994, ISBN 978-0-471-54609-2 (englisch).